# Ray Hanken
Raymond George "Ray" Hanken, född 3 december 1911 i Oelwein i Iowa, död 29 november 1980 i Vienna i Virginia, var en amerikansk tränare och utövare av amerikansk fotboll (defensive end) som spelade för New York Giants i NFL 1937–1938. Han spelade collegefotboll under studietiden vid George Washington University.
Efter att ha vunnit NFL-mästerskapet med Giants 1938 beslutade Hanken att satsa på en karriär som tränare. Han deltog i andra världskriget i USA:s flotta och var länge anställd vid George Washington University, både som lärare och tränare.